# Simulium yokotense
Simulium yokotense är en tvåvingeart som beskrevs av Tokuichi Shiraki 1935. Simulium yokotense ingår i släktet Simulium och familjen knott. Inga underarter finns listade i Catalogue of Life.